# Rhyacia mirabilis
Rhyacia mirabilis är en fjärilsart som beskrevs av Charles Boursin 1954. Rhyacia mirabilis ingår i släktet Rhyacia och familjen nattflyn. Inga underarter finns listade.